# Disphragis tapperti
Disphragis tapperti är en fjärilsart som beskrevs av William Schaus 1937. Disphragis tapperti ingår i släktet Disphragis och familjen tandspinnare. Inga underarter finns listade i Catalogue of Life.